# Nando Martellini
Nando Martellini (ur. 1921, zm. 5 maja 2004 w Rzymie) – włoski dziennikarz sportowy.
Był znany z transmisji turniejów finałowych mistrzostw świata w piłce nożnej, komentował cztery Mundiale z udziałem reprezentacji Włoch (1970, 1974, 1978 i 1982). Został zapamiętany przez kibiców włoskich z pełnego zaangażowania okrzyku Campioni del mondo! Campioni del mondo! Campioni del mondo! (Mistrzowie świata! Mistrzowie świata! Mistrzowie świata!) po zwycięstwie Włochów w finale z Niemcami w 1982.